# Raphael Neale
Raphael Neale (zm. 19 października 1833) – amerykański polityk. W latach 1819–1825 przez trzy kadencje Kongresu Stanów Zjednoczonych był przedstawicielem pierwszego okręgu wyborczego w stanie Maryland w Izbie Reprezentantów Stanów Zjednoczonych.